# Тили (Долина Аосте)
Тили је насеље у Италији у округу Долина Аосте, региону Долина Аосте.
Према процени из 2011. у насељу је живело 130 становника. Насеље се налази на надморској висини од 956 м.